# Деревій хрящуватий
Деревій хрящуватий (Achillea cartilaginea) — багаторічна трав'яниста волосисто-запушена рослина родини айстрових (складноцвітих).

## Загальна біоморфологічна характеристика
Стебла прямовисні, розгалужені, 50—150 см заввишки. Листки чергові, цілісні, ланцетоподібні, по краю 2-пилчасто-зубчасті, до 12 мм завширшки. Квітки — в кошиках, які утворюють щиткоподібне суцвіття; крайові — язичкові, маточкові, білі; серединні — трубчасті, двостатеві. Плід — сім'янка. Цвіте у липні — вересні.

## Поширення
Трапляється на Західному Поліссі на вологих луках, по чагарниках, біля берегів річок і озер.

## Сировина
Використовують суцвіття (кошики), зібрані під час цвітіння рослини. Рослина неофіцинальна.

## Хімічний склад
Рослина містить ефірну олію, гіркі й дубильні речовини. До складу ефірної олії входять азулен, пінен, борнеол та інші речовини.

## Фармакологічні властивості і використання
В народній медицині деревій хрящуватий використовують як протизапальний засіб та як засіб, що збуджує апетит. Настоєм рослини лікують рани, запальні процеси в ротовій порожнині тощо.

## Систематика
За даними сайту The Plant List деревій хрящуватий (Achillea cartilaginea) є синонімом Achillea salicifolia (деревій верболистий).